# São Martinho (Sintra)
São Martinho is een plaats en freguesia in de Portugese gemeente Sintra en telt 5907 inwoners (2001).